# Sabina Auffenwerth
Sabina Auffenwerth, född 1706, död 1782, var en tysk konstnär. Hon är främst känd som porslinsmålare för Meissenporslin. Hon är representerad på Nationalmuseum i Stockholm. 